# Beriev KOR-2
Beriev KOR-2 är ett ryskt sjöflygplan från andra världskriget.
Modellen är en vidareutveckling av Beriev KOR-1 där man försökt rätta till de tillkortakommanden som fanns i föregångaren. Vissa problem kvarstod dock och för att få användas av marinen gjordes justeringarna att beväpningen plockades bort och att planet bara fick starta på vattnet och inte också från katapult som det först var tänkt.
Endast ett fåtal plan av modellen han tillverkas innan tyskarna 1941 intog Taganrog där Berievs fabrik låg.